# Antoine Reinartz
Antoine Reinartz (Essey-lès-Nancy, 1985) è un attore francese, vincitore nel 2018 del Premio César per il migliore attore non protagonista.

## Biografia
Nasce in una famiglia numerosa, con cinque tra fratelli e sorelle. Agli inizi del duemila si iscrive al conservatorio di Nancy. Negli anni affianca l'attività di attore a quella di educatore sociale, lavorando in carcere e contemporaneamente diplomandosi al Conservatoire national supérieur d'art dramatique di Parigi. Nel 2014 recita a teatro in Italia, per rientrare successivamente in patria e ottenere la parte di Thibault in 120 battiti al minuto che lo conduce alla notorietà internazionale.

## Filmografia

### Cinema
- 120 battiti al minuto (120 battements par minute), regia di Robin Campillo (2017)
- Il gioco delle coppie (Doubles Vies), regia di Olivier Assayas (2018)
- Le invisibili (Les Invisibles), regia di Louis-Julien Petit (2018)
- L'anno che verrà (La Vie scolaire), regia di Mehdi Idir e Grand Corps Malade (2019)
- Alice e il sindaco (Alice et le maire), regia di Nicolas Pariser (2019)
- Roubaix, una luce nell'ombra (Roubaix, une lumière), regia di Arnaud Desplechin (2019)
- Anatomia di una caduta (Anatomie d'une chute), regia di Justine Triet (2023)
- Love Me Tender, regia di Anna Cazenave Cambet (2025)

### Televisione
- Irma Vep - La vita imita l'arte (Irma Vep) – miniserie TV, 8 puntate (2022)

## Doppiatori italiani
Nelle versioni in italiano delle opere in cui ha recitato, Antoine Reinartz è stato doppiato da:
- Giuseppe Ippoliti in L'anno che verrà, Alice e il sindaco
- Alessandro Rigotti in 120 battiti al minuto
- Carlo Petruccetti in Il gioco delle coppie
- Massimo Triggiani in Roubaix, una luce nell'ombra
- Daniele Raffaeli in Irma Vep - La vita imita l'arte
- Nanni Baldini in Anatomia di una caduta

## Riconoscimenti
- Premio César
  - 2018 – Migliore attore non protagonista per 120 battiti al minuto (120 battements par minute)